# Kronika Fotograficzna
Kronika Fotograficzna – polskie czasopismo (biuletyn) o tematyce fotograficznej, wydawany we Lwowie w latach 1898–1899.

## Historia
Kronika Fotograficzna była czasopismem utworzonym staraniem Klubu Miłośników Sztuki Fotograficznej we Lwowie. Pierwszy numer Kroniki Fotograficznej ukazał się w kwietniu 1898 roku. Wydawcą oraz redaktorem prowadzącym czasopisma został Stanisław Lachowski, członkiem zespołu redakcyjnego Ferdynand Włoszyński – wieloletni członek Zarządu Klubu Miłośników Sztuki Fotograficznej we Lwowie. 
Zawartość czasopisma stanowiły informacje o pracy i działalności Klubu Miłośników Sztuki Fotograficznej we Lwowie oraz artykuły poświęcone ważnym spostrzeżeniom, odkryciom oraz wynalazkom związanym z pracą i działalnością na niwie fotografii. Objętość czasopisma była niewielka – liczyła cztery strony. 
Do czasów współczesnych zachowało się siedemnaście numerów Kroniki Fotograficznej – od kwietnia 1898 do sierpnia 1899.